# Quincha (Lima)
Quincha es una localidad peruana ubicada en el distrito de Gorgor, perteneciente a la provincia de Cajatambo del departamento de Lima, al centro oeste del Perú. 

## Ubicación
Quincha se ubica al sur de la provincia de Cajatambo, en el distrito de Gorgor, en el departamento de Lima.

## Demografía
En 2017 Quincha tenía una población de 7 habitantes.
| Gráfica de evolución demográfica de Quincha entre 1993 y 2017 |
|                                                               |
| Fuentes: Población 1993 (Quishuar) y 2017                     |